# Jeanne Hébuterne au grand chapeau
Jeanne Hébuterne au grand chapeau (Nederlands: Jeanne Hébuterne met grote hoed) is een schilderij van de Italiaanse kunstschilder Amedeo Modigliani, olieverf op doek, 54 x 37,5 centimeter groot, gemaakt in 1918. Het is een portret van zijn vriendin Jeanne Hébuterne, met wie hij op dat moment verbleef in Zuid-Frankrijk. Het schilderij bevindt zich thans in particuliere collectie.

## Context
In 1916 ontmoette Modigliani Léopold Zborowski, een Pools dichter en kunsthandelaar. De Pool werd de mecenas van Modigliani. Vanwege de verslechterde gezondheid van Modigliani, de zwangerschap van zijn nog geen twintigjarige vriendin Jeanne Hébuterne en de rantsoeneringen en bombardementen in Parijs tijdens het einde van de Eerste Wereldoorlog, besloot Zborowski in maart 1918 om met Modigliani en Hébuterne naar de Côte d'Azur te verhuizen. Ze werden vergezeld door Jeannes's bezorgde moeder Eudoxie, de kunstschilders Chaim Soutine en Tsuguharu Foujita, en Foujitas vriendin Fernande Barrey. In april vestigde de groep zich in Cagnes-sur-Mer, een dorpje nabij Nice. Ze zouden er meer dan een jaar wonen en intensief schilderen. Vaak portretteerden ze ook elkaar. Een van de portretten die Modigliani er van Hébuterne maakte is de hier besproken beeltenis "au grand chapeau".

## Afbeelding
Jeanne Hébuterne au grand chapeau is een portret dat Modigliani ten voeten uit typeert, met name door de gekunstelde en strak gestileerde puurheid. De verschillende, met elkaar contrasterende ovalen, geven het schilderij haar ritme. De ovale vorm van het gezicht wordt herhaald in zowel de brede rand van de hoed als in de torso, met de neerhangende schouders. De belijningen lijken organisch op en neer te golven, hetgeen voor Modigliani, die zijn carrière als beeldhouwer was begonnen, een geëigende manier was om tederheid uit te drukken. Ook Hébuternes linkerhand, met de extreem lange en fijne vingers, brengen een subtiele curve in het beeld, versterkt nog door de slank gebogen hals.
Modigliani richt in zijn portret de volledige focus op Hébuterne. De rand van de grote hoed vormt als een soort van aureool om het strak en gelijkmatig vormgegeven hoofd. Het gele licht dat zich over het doek verspreidt lijkt als het ware van haar persoon zelf te komen. Haar blik, met de onnatuurlijk blauwe ogen, zonder oogwit en pupillen, is echter leeg. Het zijn precies deze ogen die het schilderij de melancholische en mysterieuze uitstraling meegeven die zo kenmerkend is voor het latere werk van Modigliani. Het werkt afstandelijk. De afgebeelde figuur lijkt los te staan van elk tijds- en ruimtebesef en wordt getoond als een niet-expressief beeld. Niettemin zit er een duidelijke spirituele gelaagdheid in het schilderij, dat soms doet denken aan de dertiende-eeuwse madonna's: puur, passief en zuiver. Hébuterne lijkt lichtjes te peinzen, introvert, afstandelijk, maar tegelijkertijd bevallig, innemend en vrouwelijk. Modigliani's liefde en verering voor zijn vriendin is bijna voelbaar.
Jeanne Hébuterne bracht de dag na zijn overlijden nog een bezoek aan het hospitaal; daarna vergezelde ze haar vader naar het ouderlijk huis. De volgende morgen stortte ze zich uit een raam op de vijfde verdieping naar beneden, waarbij zowel zijzelf als haar ongeboren kind omkwamen.